# Abbey Weitzeil
Abbey Weitzeil, née le 3 décembre 1996, est une nageuse américaine, spécialiste de la nage libre. 

## Biographie
Elle remporte trois médailles aux Championnats du monde en petit bassin 2014 dont un titre sur le relais 4 × 50 m nage libre mixte.

## Palmarès

### Jeux olympiques
- Jeux olympiques de 2016 à Rio de Janeiro :
  -  Médaille d'argent du relais 4 × 100 m nage libre
  -  Médaille d'or du relais 4 × 100 m quatre nages[1]
- Jeux olympiques d'été de 2020 à Tokyo ( Japon) :
  -  Médaille d'argent du relais 4 × 100 m quatre nages
  -  Médaille de bronze du relais 4 × 100 m nage libre
- Jeux olympiques d'été de 2024 à Paris :
  -  Médaille d'argent du relais 4 × 100 m nage libre.

### Championnats du monde

#### Grand bassin
- Championnats du monde 2015 à Kazan (Russie) :
  -  Médaille d'or au titre du relais 4 × 100 m nage libre mixte[1]
  -  Médaille de bronze au titre du relais 4 × 100 m nage libre[1]

- Championnats du monde 2019 à Gwangju (Corée du Sud) :
  -  Médaille d'or au titre du relais 4 × 100 m nage libre mixte[1]
  -  Médaille d'argent au titre du relais 4 × 100 m nage libre

- Championnats du monde 2023 à Fukuoka (Japon) :
  -  Médaille d'or au titre du relais 4 × 100 m quatre nages[1]
  -  Médaille d'argent au titre du relais 4 × 100 m nage libre
  -  Médaille d'argent au titre du relais 4 × 100 m nage libre mixte
  -  Médaille de bronze au titre du relais 4 × 100 m quatre nages mixte[1]

#### Petit bassin
- Championnats du monde 2014 à Doha (Qatar) :
  -  Médaille d'or au titre du relais 4 × 50 m nage libre mixte
  -  Médaille d'argent au titre du relais 4 × 50 m nage libre
  -  Médaille d'argent au titre du relais 4 × 100 m nage libre

- Championnats du monde 2021 à Abu Dhabi (Emirats Arabes Unis) :
  -  Médaille d'or au titre du relais 4 × 50 m nage libre
  -  Médaille d'argent au titre du relais 4 × 100 m nage libre
  -  Médaille d'argent au titre du relais 4 × 50 m quatre nages
  -  Médaille d’argent au titre du relais 4 × 50 m quatre nages mixte
  -  Médaille d'argent au titre du relais 4 × 200 m nage libre
  -  Médaille de bronze au 100 m nage libre

### Championnats pan-pacifiques
- Championnats pan-pacifiques 2014 à Gold Coast (Australie) :
  -  Médaille d'argent au titre du relais 4 × 100 m nage libre